# Colibri (escola de samba)
O Grêmio Recreativo Escola de Samba Colibri é uma escola de samba da cidade de Mesquita, que participa do carnaval da cidade do Rio de Janeiro. Está sediada no bairro de Jacutinga, mas sua quadra, no entanto, está localizada em Vila Nova, no município vizinho de Nova Iguaçu.

## História
Foi fundado em 18 de julho de 2006, tendo como cores o verde e vermelho. Foi o sexto bloco a desfilar em Bonsucesso em 2010.

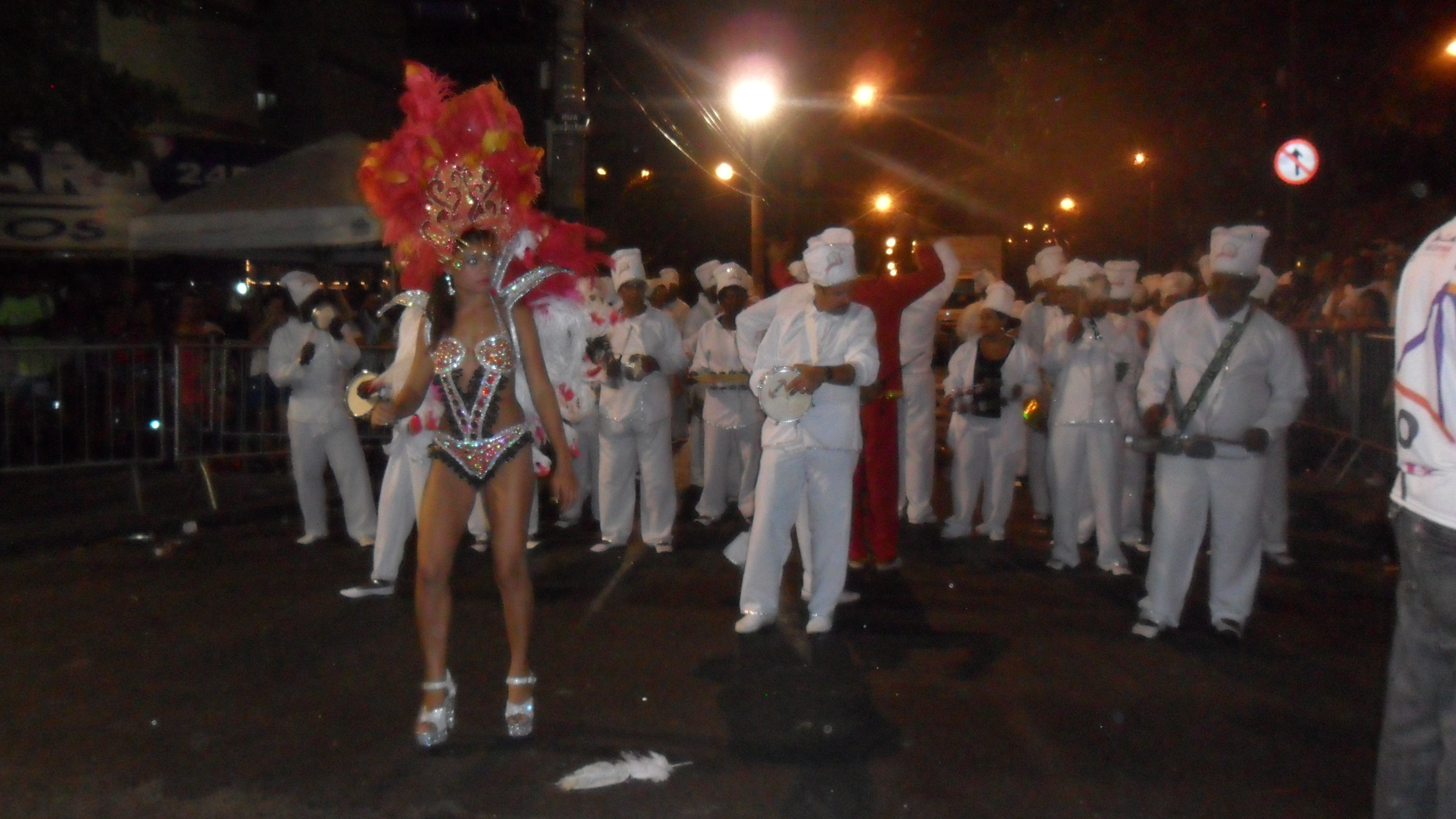
Desfile da escola de samba em 2015.

Em 2011, teve o enredo desenvolvido pelo carnavalesco Francisco Lopes, conhecido como Chiquinho, sagrando-se campeão do 3º grupo dos blocos de enredo, se credenciando a desfilar na Estrada Intendente Magalhães no Campinho, pelo segundo grupo.

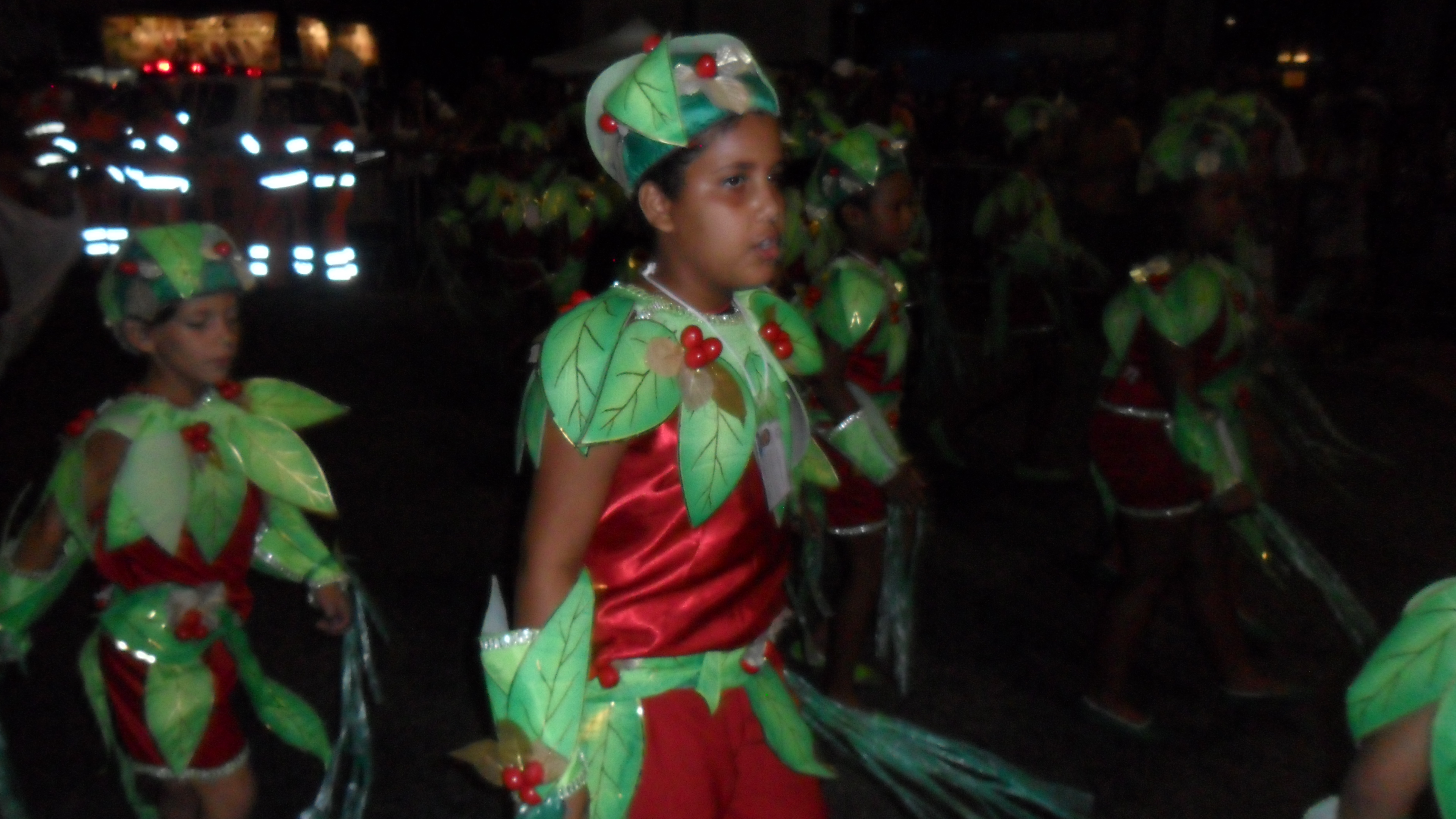
Desfile da escola de samba em 2015.

Em 2014 virou escola de samba. Na sua estreia na Série E em 2015, quase alcançou a promoção à Série D, com um enredo sobre a Culinária, obtendo o terceiro lugar. Já no ano seguinte, abordando as Paralímpiadas, obteve apenas o décimo lugar.
Em 2017 terminou em oitavo lugar, com um enredo sobre a cachaça.
No carnaval de 2018, a escola apostou em novos talentos para alcançar a promoção ao Grupo D, com um enredo sobre ditados populares, mas perdeu vários pontos, e acabou em 11º lugar, sendo suspensa dos desfiles da Intendente Magalhães por dois anos. Para o Carnaval 2019, a diretoria da escola decidiu se filiar à Liga de Nova Iguaçu, com o objetivo de desfilar no Carnaval da Via Light.

## Segmentos

### Presidentes
| Nome                 | Mandato      | Ref.  |
| -------------------- | ------------ | ----- |
| Devanir Rafael Alves | ?-atualidade | [ 5 ] |

### Diretores
| Ano  | Diretor de Carnaval | Diretor geral de harmonia | Mestre de bateria | Ref.  |
| ---- | ------------------- | ------------------------- | ----------------- | ----- |
| 2015 | Graça Machado       | Graça Machado             | Celsinho          | [ 5 ] |
| 2018 | Marina Oliveira     | Paulo Rocha               | Nilton Marcolino  | [ 9 ] |

### Intérpretes
| Período   | Intérprete oficial                              | Referência |
| --------- | ----------------------------------------------- | ---------- |
| 2011–2013 | Delei Beca                                      | [ 5 ]      |
| 2014–2015 | Primo, Jorge Butina, Jorge Bombom e Jean Simões | [ 5 ]      |
| 2018      | Jorge Bombom e Marcos Vinícius                  | [ 9 ]      |

### Casal de Mestre-sala e Porta-bandeira
| Ano        | Nome                             | Ref.  |
| ---------- | -------------------------------- | ----- |
| 2015       | Paulo Erick e Emanuelle          | [ 5 ] |
| 2016       | César e Danny                    |       |
| 2017       | Geovani Cruz e Lorena Sousa      |       |
| 2018       | Geovani Cruz e Carolina Ferreira | [ 9 ] |
| 2019       | Ruan Vitor e Nani Ferreira       |       |
| 2023       | Vinicius Paes e Lucas Machado    |       |
| 2024-atual | Iago Dionísio e Lucas Machado    |       |

### Corte de Bateria
| Ano       | Rainha           | Madrinha       | Ref.  |
| --------- | ---------------- | -------------- | ----- |
| 2016-2017 | Karla Mello      |                |       |
| 2018      | Mariana Campello | Tatiana Mattos | [ 9 ] |

## Carnavais
| Ano | Colocação | Grupo | Enredo | Carnavalesco | Ref.          |
| --- | --- | --- | --- | --- | ------------- |
| 2007 | Campeã | Grupo de Avaliação (Blocos)                                                                                           | "Mares" | Comissão de Carnaval (Alexandre Costa, Lino Salles e Marcos Durval)                                                   | [ 10 ]        |
| 2008 | 9.º Lugar | Grupo 3 (Blocos) | "Festa de interior" | Comissão de Carnaval (Alexandre Costa, Lino Salles e Marcos Durval)                                                   | [ 11 ]        |
| 2009 | 4.º Lugar | Grupo 3 (Blocos) | "A vida em flores" | Comissão de Carnaval (Alexandre Costa, Lino Salles e Marcos Durval)                                                   | [ 12 ]        |
| 2010 | 3.º Lugar | Grupo 3 (Blocos) | "Viagem na imaginação de um menino chamado Colibri"                                                                           | José Raimundo dos Santos                                                                                              | [ 3 ] [ 13 ]  |
| 2011 | Campeã | Grupo 3 (Blocos) | "Tá de mal? Come sal... Só se for lá de Natal" (Samba-enredo composto por Géco)                                               | Francisco Lopes | [ 4 ]         |
| 2012 | Vice-campeã | Grupo 2 (Blocos) | "A saga da Tribo Jacutinga na História de Mesquita" (Samba-enredo composto por Genivaldo Cirilo e Elbe Félix)                 | Francisco Lopes | [ 14 ]        |
| 2013 | Campeã | Grupo 2 (Blocos) | "Deleite-se no sabor do leite... Da pré-história aos dias atuais"                                                             | Comissão de Carnaval (Alexandre Costa, Lino Salles e Marcos Durval)                                                   | [ 15 ]        |
| 2014 | 6.º Lugar | Grupo 1 (Blocos) | "Agita a galera e põe o samba na passarela"                                                                                   | Comissão de Carnaval (Alexandre Costa, Lino Salles e Marcos Durval)                                                   | [ 16 ]        |
| 2015 | 3.º Lugar | Série E | "Tá na mesa, que beleza a culinária brasileira!"                                                                              | Comissão de Carnaval (Alexandre Costa, Lino Salles e Marcos Durval)                                                   | [ 5 ]         |
| 2016 | 10.º Lugar | Série E | "Paralímpiadas: Espírito em movimento"                                                                                        | Comissão de Carnaval                                                                                                  | [ 6 ]         |
| 2017 | 8.º Lugar | Série E | "A cachaça, fonte de inspiração, poesia, samba, alegria e encanto… Colibri convida para a viagem nesse universo de sonhos!!!" | Comissão de Carnaval (Sandra Rosa, Marina de Oliveira, Daniele Amorim e Salomão Moura)                                | [ 7 ]         |
| 2018 | 10.º Lugar | Série E | "Ditado Popular é o Bicho!"                                                                                                   | Mateus Medeiros | [ 8 ]         |
| 2019 | Tinguá | Tinguá | Reserva Biológica do Tinguá – A Floresta Amazonica do Sudeste                                                                 | Comissão de Carnaval (Sandra Rosa, Marina de Oliveira, Daniele Amorim e Salomão Moura)                                |               |
| Não desfilou em 2020                                                                                                  | Não desfilou em 2020                                                                                                  | Não desfilou em 2020                                                                                                  | Não desfilou em 2020 | Não desfilou em 2020                                                                                                  | [ 17 ]        |
| Inicialmente adiados para o mês de julho, os desfiles do Carnaval 2021 foram cancelados devido a pandemia de Covid-19 | Inicialmente adiados para o mês de julho, os desfiles do Carnaval 2021 foram cancelados devido a pandemia de Covid-19 | Inicialmente adiados para o mês de julho, os desfiles do Carnaval 2021 foram cancelados devido a pandemia de Covid-19 | Inicialmente adiados para o mês de julho, os desfiles do Carnaval 2021 foram cancelados devido a pandemia de Covid-19         | Inicialmente adiados para o mês de julho, os desfiles do Carnaval 2021 foram cancelados devido a pandemia de Covid-19 | [ 18 ]        |
| 2022 | Não Desfilou | Grupo de Avaliação (quinta divisão)                                                                                   | As Tias do Samba nas Asas do Colibri                                                                                          | Sílvio Cesar | [ 19 ] [ 20 ] |